# Baya (Mali)
Baya è un comune rurale del Mali facente parte del circondario di Yanfolila, nella regione di Sikasso.